# 小行星5448
小行星5448（英語：5448 Siebold）是一颗围绕太阳公转的小行星。1992年9月26日，杉江淳在Dynic发现了此天体。
这颗小行星的绝对星等为206.18946等。